# 윤회 (조선)
윤회(尹淮, 1380년 ∼ 1436년 3월 12일)는 고려말, 조선 전기의 유학자이자, 조선 전기의 문신, 정치인, 철학자이다. 본관은 무송(茂松)으로, 자는 청경(淸卿), 호는 청향당(淸香堂)·학천(鶴川), 시호는 문도(文度)이다. 세종 때의 명신이자 외교 문서를 전담하였으며 신설된 집현전의 조직을 정착시키는 데 크게 기여하였다.
1401년(태종 1) 태종 때 문과에 급제하여 관직에 올랐다. 이후 사재감직장, 1409년(태종 9년) 이조정랑, 1414년 승문원지사를 지냈다. 1414년 노비변정도감이 설치되자 제십방(第十房)을 담당, 신속 정확하게 판결하였다. 세종 때 집현전에 있으면서 불교를 배척하고 맹사성 등과 함께 <팔도지리지>를 편찬하였다.
1424년(세종 6) 집현전부제학으로 유관(柳觀) 등과 함께 정도전의 《고려사》를 다른 것과 대조하여 교정하였다. 1427년 예문관제학으로 불교배척을 건의하고, 1432년 세종의 명으로 《팔도지리지》를 편찬하였다. 그 뒤 중추원사 겸 성균관대사성을 지냈고, 1434년 왕명으로 집현전에서 《자치통감훈의》을 편찬하였으며 병조판서, 예문관대제학에 이르렀다. 조선 태종과 세종 때의 명재상의 한사람이며 불교를 배격하고 성리학을 국교로 하는데 기여하였다. 신숙주는 그의 문인 중 한사람이며 그의 손녀사위였다. 하륜·정도전의 문인이다.

## 생애

### 생애 초반

#### 출생과 초기 활동
청향당 윤회는 1380년(고려 우왕 6년)에 태어났다. 고려말 찬성사를 지낸 윤택(尹澤)의 증손으로 판전농시사(判典農寺事) 윤구생(尹龜生)의 손자이며, 동지춘추관사(同知春秋館事)를 지냈으며 조선의 개국공신의 한사람인 윤소종(尹紹宗)의 아들이다. 특히, 그의 아버지 윤소종은 고려말에 이성계(李成桂)의 최측근의 한사람으로, 조준(趙浚), 정도전 등과 더불어 이성계를 도와 조선왕조를 창건하는 데 공을 세웠다. 후에 아버지 윤소종의 친구들인 정도전과 하륜의 문하에서 학문을 배웠다. 그는 어려서부터 기억력이 좋고 총명하였으며, 태어난지 얼마 안돼 말과 글을 깨우쳐서 신동이라는 칭찬을 들었다. 10세의 어린 나이에 벌써 《통감강목(通鑑綱目)》을 외울 정도로 총명하였다.
10세에 통감 강목을 읽고 성장함에 따라 읽지 않은 책이 거의 없었으며 한번 본 것은 끝내 잊지 않았다. 어려서 아버지 윤소종에게 글을 배우다가 뒤에 정도전의 문하에서 글과 학문을 배웠고, 나중에는 하륜의 문하에도 출입하며 수학하였다. 정도전은 일찍이 그가 큰 인물이 될 것을 예견하였다. 그 뒤 윤회는 태조 초에 진사(進士)가 되고 1401년(태종 1년) 4월 9일 증광문과(文科)에 을과로 급제하여 사재감직장(司宰監直長)을 지냈다.
이때의 지공거(知貢擧)는 그의 스승 중의 한사람인 하륜(河崙)이었고, 동지공거(同知貢擧)는 조박(趙璞) 등이었다. 그의 재주를 높이 산 스승 하륜은 그를 적극적으로 천거하였다.

#### 관료 생활 초반
1401년 사재감직장을 거쳐 그해 11월 응봉사 녹사(應奉司錄事)가 되었다. 그러나 1401년 11월 초 응봉사 녹사로 있던 중 명나라에서 사신이 오자 사신관(使臣館)에 뽑혀 들어가서 기록을 맡다가 늦게 일어나 탄핵을 받고 순군옥(巡軍獄)에 갇혔다. 명나라 사신이 왔을 때 그는 무역해 바꾸는 말(馬)의 수를 기록한 장부를 쓰는 업무를 맡았는데, 하루는 전날 마신 술에 취하여 일어나지 않았다가 관반(館伴) 유용생(柳龍生)이 이를 탄핵하였다.
1406년에는 병조좌랑이 되었다. 그해 4월 11일 병조 정랑 조수(趙須)와 함께 대궐에 급히 들어가던 중 윤회가 대소 군사들의 숙위(宿衛)하는 형상을 고찰(考察)하고자 서리(胥吏) 3인을 거느리고 궐문에 들어가다가 수문 갑사(守門甲士) 이분(李芬)에게 제지당했다. 이분이 서리를 들어오지 못하도록 금하였으므로, 윤회가 그 연고를 따졌으나, 이분이 서리를 구타하여 쫓아내자 화를 내며 갑사 이분과 싸웠다.
이 일로 윤회가 지신사 황희(黃喜)에게 알리자 황희와 남재 모두 그의 편을 들어주었다. 황희는 '내가 일찍이 삼군 경력(三軍經歷)으로 있었는데, 군사가 죄가 있으면 바로 결벌(決罰)을 행하였습니다. 지금의 병조는 바로 예전 삼군부(三軍府)이니, 만일 무례하고 난폭한 갑사가 있으면, 어찌 반드시 계달(啓達)한 뒤에 그 죄를 다스리겠소이까?' 하였고, 윤회가 또 판서 남재(南在)에게 고하자 남재는 '때가 다르고 일이 다른 것이요, 창졸(倉卒)하게 할 수는 없으니 다시 상량(商量)하여 봅시다. 내가 구처(區處)하기까지 기다리시요.'라고 하였다. 그러나 입직을 막은 갑사를 괘씸히 여긴 윤회는 그렇지 않다고 하여, 조수(趙須)와 더불어 병조에 가서 이분(李芬)에게 태(笞) 50대를 때렸다. 그런데 태종은 수문 갑사(守門甲士)를 마음대로 때렸다고 하며 그를 순금사(巡禁司)에 가두었다. 4월 13일에 풀려나 복직했다.
이후 사간원좌정언이 되고, 그 뒤 여러 벼슬을 거쳐 이조좌랑·병조좌랑, 이조정랑을 지내고 1407년 예조 정랑(禮曹正郞)이 되었다.

### 관료 생활과 학문 활동

#### 토지 개혁과 노비 석방
1409년(태종 9년) 이조정랑(吏曹正郞), 그해 9월 이조정랑 겸 춘추관 기사관(吏曹正郎兼春秋館記事官)이 되어 사관의 한사람으로 조선왕조실록 기록에 참여하였다. 1410년 기주관(記注官)이 되고 그해 조말생, 신장 등과 함께 태조실록의 편찬에 참여하였다. 이후 이조좌랑, 병조좌랑을 역임했다. 1412년 예문 응교(藝文應敎)가 되었다.
1412년 태종이 재전(齋殿) 북쪽에 연못을 만들고 분지저한천(盆池貯寒泉)의 시를 지을 때 영의정부사(領議政府事) 하륜의 지시를 받고 새 연못(新池)의 형상을 정밀하게 묘사하였다.
| “ | 윤회가 들어가 보니 못 위에 돌을 파서 용의 머리를 만들고 물을 끌어서 용의 입으로부터 못 가운데에 쏟아 넣고 돌을 쌓아 언덕을 만들고 그 아래에는 수마석(水磨石)을 깔았는데, 너비는 6,7척쯤 되며 길이는 두어 장(丈)이나 되고, 깊이는 1척이었다. 고기 수십 마리가 있고 아래에는 발을 쳐서 고기가 달아나는 것을 막았다. 또 그 아래의 너비가 10여 척이나 더 하고, 길이 또한 두어 장(丈)이 되며, 진흙을 깔고 그 가운데에 연을 심었다. | ” |

그 뒤 첨지승문원사(僉知承文院事)를 거쳐 1414년(태종 14) 지승문원사가 되었다. 1414년 승문원지사 재직 중 공사노비(公私奴婢)의 쟁송(爭訟)이 복잡하여 여러 해 동안 처결하지 못했으므로 민원(民怨)이 높아지자 특별히 노비변정도감(辨正都監)의 부활을 건의하였다. 그의 건의를 받아들여 조정에서는 노비변정도감을 두고 이를 처리할 때 제10방(房)의 담당자이자 총책임자로, 신속 공정히 판결하여 쟁송을 해결하고, 억울하게 대지주들에게 빼앗긴 농민들의 토지를 되돌려주었으며, 죄없이 억울하게 노비가 된 사람들을 석방, 풀어주었다.
1415년 8월에도 노비쇄권사가 임명되어 억울하게 노비가 된 자들의 복권을 추진할 때 별감(別監)으로 일을 집행하였다.
1415년 명나라의 요동에 침략한 도적 토벌에 파병된 조선인 지원병 박몽사(朴蒙舍) 외 23명 등이 탈영하자, 그해 6월 명나라에 보내는 외교문서를 담당하였다. 그러나 외교문서의 도장이 잘못 찍혀 6월 4일 지사로 재직 중 부교리(副校理) 정인지(鄭麟趾)와 함께 투옥되었다가 6월 8일에 풀려나 복직했다. 1415년 7월 경사와 고전에 밝음을 인정받아 스승 하륜이 '윤회(尹淮)는 경사(經史)를 널리 통하여 대언(代言)이 될 만하다'며 추천하였다.

#### 정치 활동
일찍이 태종이 수렵을 갔을 때 세종이 문무백관을 거느리고 녹양평(綠楊坪)에서 맞아 들이는 자리에서 태종은 친히 윤회에게 술을 전하고 고금에 드문 재사라고 칭찬했으며, 남수문(南秀文)과 같이 당대 문장의 최고봉으로 이름을 알렸다. 문장력과 학문, 명판결로 이름이 높자 태종은 그를 특별히 발탁하였고 1417년에는 승정원의 대언(代言)이 되어 왕을 보좌하였다. 이때 태종은 그의 학문과 재질을 높이 평가하여, 병조참의로 승진시켰다. 그는 충녕대군의 측근의 한사람으로 활동하였다.
1418년(태종 15년) 5월 판전의감사(判典醫監事)가 되고, 세종이 즉위하자 1418년(세종 즉위년) 8월 11일 판승문원사 경연 시강관(判承文院事經筵侍講官)로 발탁되었다가 8월 27일 바로 동부대언(同副代言)이 되었다. 9월 명나라에서 파견된 사신을 접대하였다. 그 뒤 세종이 정사를 상왕인 태종과 논할 때 파견되어 전달, 기록을 담당하는 역할을 수행하였다. 1418년 9월 우부대언(右副代言)이 되고, 10월 겸 참찬관(參贊官)으로 경연에 참여하였다. 그해 10월 변계량, 유관 등과 함께 《대학연의(大學衍義)》를 강론하였고, 11월 좌부대언(左副代言)을 거쳐 독보관(讀寶官)으로 상왕 태종과 대비 원경왕후의 존호를 올리는데 참여하였다. 독보관의 한사람으로 태종과 원경왕후의 존호를 올릴 때 세종에게 글재주를 인정받았다.
이후 왕명의 출납과 지방관 전송, 태종과 세종 사이의 문서 전달과 소통을 담당하였다. 또한 오래도록 경연관을 겸하며 경연에도 참여하여 대학연의 등을 강론하였다.
1419년 9월에는 세종에게 고려사의 개찬을 명받았으나, 같은 달 정종이 인덕궁(仁德宮) 정침에서 사망하자 우부대언으로 정종의 국상을 감독, 주관하였다. 11월에는 자신의 불륜남과 짜고 자신의 남동생 가지(加知)를 살해한 길주 여자 영진(英珍)을 처결하였다. 12월 관제 개편에 참여하였다.

#### 개혁 활동과 상왕의 측근
1419년 12월 관제 개혁때 동료 원숙을 통해 필요한 관직을 도태하지 말 것을 건의하다.
| “ | 쓸 데 없는 관직은 당연히 도태하여야 하나, 그러나 도태해야 할 것으로 도태하지 아니한 것이 아직 많은데, 간관이 어찌 쓸 데 없는 관직이며 도태할 것으로 의논할 수 있는가. 옛적에 송나라 인종의 경력(慶曆) 연간에 열심히 좋은 정치를 계획하면서 간관 네 사람을 증원하였는데, 《사기(史記)》에 이것을 훌륭한 덕이라고 기록하였소. 또 전조(前朝)의 관제(官制)에 간관이 무릇 13명이었는데, 지금은 7인 뿐이니, 이미 줄인 것이어늘 또 하나를 감하고자 하니 옳지 못한 것이 아니오. 하물며 주상께서 새로 즉위하여 맨 먼저 간관을 줄이면 후세에 어떻다고 하겠소. | ” |

인수부 윤(仁壽府尹)과 한성부 윤(漢城府尹) 각 하나, 공안부 윤(恭安府尹) 둘, 중군 첨총제(中軍僉摠制) 하나, 각도 수륙 절제사(節制使), 도의 경력·도사를 도태하고, 강원도와 황해도 병마 절제사를 생략하여 다시 관찰사로 하여금 겸하게 하고, 종부시 윤(宗簿寺尹)·사재감 부정(司宰監副正)과 사복시(司僕寺)·내자시(內資寺)·내섬시(內贍寺)의 판관 각각 하나씩, 제용감(濟用監) 주부(主簿) 하나, 전사시(典祀寺) 직장(直長)·녹사 각 하나, 부록사(副錄事) 둘, 예빈시(禮賓寺)·제용감 부록사 각 둘을 증설하고, 도염서(都染署)를 6품 아문(衙門)으로 승격시켜 영(令)·승(丞)과 부승 각 1인, 녹사 2인을 신설하자 쓸데없는 관직은 줄여야 하나 필요한 직책은 줄이면 안된다 하여 사간원 사간직을 줄이는데 반대하니 세종이 이를 들어주었다.
1419년 12월 병조참의가 되고, 그해 부역을 피해 중국 명나라로 도망간 승려들에 대한 대책을 논의하였다. 12월 17일 태종의 명으로 남재의 빈소에 치제(致祭)하고 돌아왔으며, 태종의 포천, 풍덕 순시를 수행하였다. 1420년 1월에는 태종의 매 사냥을 수행하였고, 2월에는 해주에서 벌어진 태종의 군사 훈련 감독을 수행하였다. 승정원의 왕명 출납 업무와 함께 1422년 태종이 사망할 때까지 태종의 근신으로 활동하였다. 1420년 9월에는 원경왕후의 상을 당하여 태종의 지시를 받고 명나라의 사신을 접대하였다. 그해 송계원평(松溪院坪)에서 석실의 제도를 연구하였다.
일찍이 태종은 그가 남다른 인물이라며 늘 독려하였다.
| “ | 경은 학문이 고금을 통달했으므로 세상에 드문 재주이고, 용렬한 무리의 비교가 아니니, 경은 힘쓰라. | ” |

태종은 항상 그를 신뢰하였다.

#### 학문 연구와 서적 간행
1420년 9월 책보사(冊寶使)로 백관을 거느리고 종묘에 고할 때에, 술에 취한 채로 종묘에 고묘했다가 사헌부 장령 허성(許誠)의 탄핵을 받고 추고받았다. 그가 술을 좋아한다 하여 비난과 탄핵 여론이 거세지자 세종이 직접 그에게 술을 금지시키도 했다.
| “ | 너는 총명하고 똑똑한 사람인데, 술마시기를 도에 넘치게 하는 것이 너의 결점이다. 이제부터 양전(兩殿)에서 하사하는 술 이외에는 과음하지 말라. | ” |

한편 상왕 태종은 그를 수시로 불러 전례를 자문하였으며, 태종의 사냥 등을 수행하였다. 그는 실력이 있는 사람은 출신배경과 적서 차별을 두지 않고 등용해야 된다는 주장을 하였다. 그러자 태종은 1420년 초의 매 사냥때 그를 불러서 이를 만류하였다.
| “ | 아내를 버리고 첩을 두는 것은 풍속이 쇠박(衰薄)한 것이니, 국가의 좋은 일이 아니다. 공신이 비록 적자가 없더라도 천첩의 소생이면 충의위(忠義衛)에 소속시키지 않는 것이 의당하다. | ” |

그러나 윤회는 실력에 따른 인재 등용을 주장하며 이를 굽히지 않았다. 그러나 태종은 그를 신뢰하였고 계속 태종과 세종을 오가면서 전달역할을 수행하였다. 이후에도 계속 상왕 태종을 수행하여 사냥과 순시에 따라다녔다. 1421년 5월에도 태종과 세종의 매사냥을 수행하였으며, 이때 송계원(松溪原)에서 시를 지었다.
| “ | 夏隴風微麥穗長 / 여름 밭두렁 산들바람에 보리 이삭은 길어지고 秋郊雨足稻花香 / 가을 들판에 빗물이 넘쳐, 벼꽃이 향기롭다. 一遊正合三農望 / 우리 임금 한 번 놀이로 삼농(三農)에 바라보니 準擬豐登十月場 / 시월달 타작마당에 풍년은 들고 말리. | ” |

1421년 9월 명나라에서 사신을 보낼 때, 술에 취해서 잠이 들어 명나라의 사신 내사(內史) 해수(海壽)가 보낸 서찰 전달을 잊어버려서 문제가 되기도 했다. 11월에는 상왕의 명으로 수유적(酥油赤)을 폐지하였으며, 병조에서 당번 갑사(當番甲士)가 하번(下番)으로 옮겨져서 60명이 차례가 되지 않은 사람이 갑자기 승진하여 상왕의 문책을 받기도 했다.
1422년 병조 산하 각 전각의 행수(行首)들의 근무기간으로 퇴직을 정하지 않고, 출근하는 날을 계산해서 임기로 치자, 일부러 늦게 퇴직하려고 출근하지 않고 결근하는 등의 폐단이 생겨 파면, 탄핵받고 투옥되었다. 12월 12일 투옥 중이었으나 사헌부에서는 그해 12월 계속해서 탄핵하였으나 왕이 듣지 않았다.
1422년 윤 12월 집현전 부제학(集賢殿副提學)이 되고, 1423년 6월 동지총제(同知摠制), 7월 우군 동지총제, 동지춘추(同知春秋), 9월 동지경연(同知經筵), 예문관제학 등을 지냈다. 1423년 동지경연으로 《통감강목(通鑑綱目)》강론에 참여했고 동지춘추관사로 실록 편찬을 건의하였다. 1424년 가정대부(嘉靖大夫)로 승진, 그해 예문관제학(藝文館提學)과 집현전제학(集賢殿提學) 겸 동지경연사 세자 우빈객(同知經筵事世子右賓客)이 되어 태종실록의 편찬에 참여하였고, 그 해 중군도총부 총제(中軍都摠府摠制) 세자 좌부빈객(世子左副賓客) 신장(申檣)과 함께 정종실록의 편찬에도 참여하였다.
예문관제학으로 재직 중 1424년 3월 태종의 딸 정선공주(貞善公主)가 21세에 죽자 왕명을 받아 정선공주의 묘지명을 찬하였다. 그해 그는 불교의 폐단을 논하고 유교 성리학의 제도대로 법령과 사회제도를 정할 것을 상소하였다.
1424년(세종 6년) 스승의 한 사람인 정도전(鄭道傳)이 편찬하려던 《고려사》의 편집을 주관, 동지춘추관사의 한사람으로 고려사를 다시 개정하는 일에도 깊이 관여하였다. 또한 뇌물받은 자들을 처벌하는 규정을 직접 지었다. 그해 그는 집현전부제학이 되어 유관(柳觀) 등과 함께 정도전의 《고려사》를 다른 것과 대조하여 교정하여 8개월만에 완성시켰다. 그해 12월 예문관 제학과 집현전 제학으로 승문원 제조(承文院提調)을 겸하였다. 1425년 범령의 시권의 발문을 썼다. 1425년 세종의 명으로 대제학 변계량(卞季良)이 사학(史學)을 연구할 사람으로 직집현전(直集賢殿) 정인지(鄭麟趾)·집현전 응교(集賢殿應敎) 설순(偰循)·인동 현감(仁同縣監) 김빈(金鑌)을 추천하자 '대체로 경학(經學)이 우선(優先)이고, 사학(史學)은 그 다음이 되는 것이니, 오로지 사학만을 닦아서는 안 된다'며 경학 연구도 게을리 하지 말 것을 건의하였다.

### 생애 후반

#### 집현전 활동
세종 즉위 후 성리학자의 한 사람으로 있으면서 불교를 배척하고, 1432년(세종 14)에는 맹사성(孟思誠) 등과 함께 <팔도지리지 八道地理志>를 편찬하였다. 1420년(세종 2년)에 집현전이 설치되자 정인지 등과 함께 집현전의 지도자가 되었고, 집현전을 불필요한 기관이라고 비방하는 세력의 음해에 맞서 집현전을 지켜내고 언어와 학문 연구를 전담하며 문체를 연구하는 기관으로 안정, 정착시키는데 노력하였다. 1422년에는 부제학으로 발탁되어 그곳의 학사들을 총괄하였다. 또한, 집현전 내에서 새 언어 창제를 찬성하는 입장에 서서 세종의 언어 창제노력을 적극 지지하였다.
1427년 예문관제학으로 있을 때는 불교, 무속 신앙 등이 사후세계 등 허황된 미신을 조장하며 백성들을 속이고 돈을 갈취한다며 이를 비판, 척불을 건의하여 성사시켰다. 한편 틈틈이 중국과 조선 이전의 제도와 관습을 틈틈이 연구하였는데 이는 후일 자치통감훈의 편찬에 크게 기여하였다. 1427년 3월에는 예문관제학으로 독권관(讀券官)이 되어 과거 시험을 주관하였으며, 여름에 가뭄이 들자 기우제에 올릴 축문을 찬하였다. 7월 다시 예문관제학이 되고 세자빈객이 되었다. 1428년 다시 예문관 제학을 겸임하였고, 그해 여름 승문원 제조를 거쳐 9월 좌부빈객을 지냈다. 1429년(세종 11년) 세종이 친히 과거시험을 주관할 때 친시문과의 독권관(讀券官)의 한사람으로 과거를 주관하였다. 이후 예문관 제학과 경연관으로 경연에 참여하였고 그해 다시 승문원 제조(承文院提調)가 되어 세자빈 간택 문제에 참여하였다.
1430년 명나라 황제에게 보내는 자문의 초안을 지었다. 그해 12월 세자좌빈객이 되었으며 술에 취해서 경연에 참석하지 않았다 하여 사헌부의 탄핵을 받았으나, 왕이 무마시켰으며 곧 각 도의 관찰사에게 보내는 조서를 썼다. 그해 예문관 제학(藝文館提學)이 되어 표문과 외교 자문, 고사를 논하였고 1431년 다시 세자 빈객의 한사람이 되어 세자에게 강의하였다. 그해 동지총제 신장과 함께 세종에게 8자의 한문 글자를 주고 그 8각로 시구를 짓는 것과 고부(古賦)로 인재를 뽑을 것을 건의하였다. 1431년 3월 세종이 태종실록을 보려 하자 이를 반대하였다.
1431년 7월 다시 예문관제학에 임명되고, 12월에 다시 예문관제학으로 임명되었다. 1431년(세종 14년) 동지춘추관사로 《세종실록》 지리지의 편찬에 참여하여 이듬해 1월에 완성시켰다. 1434년 《자치통감훈의(資治通鑑訓義)》의 편찬을 주도하였으며, 구전으로 처결되던 관습법을 성문화하였다.
그는 남수문과 더불어 당대의 문장가로 이름을 떨쳤다. 어느 민가에 비를 피해 머물렀다가 그 집의 옥구슬이 없어지자 오해를 받았다. 그러나 거위가 삼킨 것을 본 그는 거위를 지목했고, 주인이 거위를 죽이려 하자 음식을 먹인 뒤 하루를 기다리게 하여 자신도 살고, 거위의 목숨도 구하였다. 또한, 손님으로 민가에서 숙박하다가 도둑으로 오해받은 사람이 있자, 주인이 패물을 다른 곳에 숨겨둔 것을 찾아내 억울한 누명을 풀어주기도 하였다.

#### 만년
1433년 어머니의 상을 당해서 사직을 하였으나 왕의 특명으로 기복되어 다시 예문관제학이 되었다. 그는 사양을 청하는 상소를 올렸지만 왕이 듣지 않았다.
| “ | 신의 집에 화(禍)가 닥쳐서 사랑하옵시던 어미를 저버리오니 끝 없는 슬픔을 머금고 겨우 소상(小祥)을 지냈사온데, 갑자기 성은(聖恩)을 받자와 다시 예전 벼슬을 제수하시니, 명을 듣고 놀랍고 두렵사와 몸둘 곳이 없습니다. 그윽이 생각하건대, 삼년상(三年喪)을 공통으로 입는 것은 성인(聖人)의 적중(適中)한 제도입니다. 무릇 사람의 자식이 되어서는 진실로 스스로 그 제도를 다할 것이지, 기복(起復)하는 제도는 《예경(禮經)》에 없는 바이옵니다. 그러므로 무릇 최질(衰絰)을 벗고 나라의 일에 종사함은 후세에 권의(權宜)2058)에서 나온 것이오니, 진실로 조정의 좋은 일이 아닙니다. 군자(君子)의 생각은 전시(戰時)의 변례(變禮)를 평시에 쓸 수 없다고 여기오며, 본조(本朝)의 《경제육전(經濟六典)》의 한 관절(款節)에, ‘인신(人臣)으로 재주가 장상(將相)2059) 을 겸하고, 몸이 국가의 안위(安危)를 맡아서 하루라도 없어서는 안 될 만한 사람은 특지(特旨)로서 탈정(奪情)한다. ’는 말에 해당한 것이온데, 신과 같은 거칠고 어리석은 말학(末學)으로, 헛 이름을 도둑질하여 글장을 찾고 글귀를 따다 쓰는 것도 오히려 다듬는 공이 적고, 무리를 좇아 따라서 행하옵거늘, 어찌 털끝만한 도움이 있사오리까. 참으로 《논어(論語)》에 이르는 바, ‘어찌 능히 도움이 되리오.’ 한 것이오며, 어찌 《예전(禮典)》에 이르는 바, ‘없어서는 안 되는 사람’ 이오리까. 하물며 신이 본래 풍질(風疾)을 앓아 근년에는 점점 심하여, 몸이 허약(虛弱)하고 마음이 두근거려서 문득 홀연히 잘 잊으므로, 스스로 소용 없는 썩은 선비임을 슬퍼하는데, 어찌 조정을 다스리는 요무(要務)에 매이오리까. 지금 만약 은명(恩命)을 마지못해 받아서 상복(喪服)을 벗고 벼슬에 나아가면, 이는 슬픔을 잊고 행실을 무너뜨리며, 은총을 무릅쓰고 영화를 탐하여, 이익을 즐기고 염치가 없는 인간으로서, 명분과 교화에 죄를 얻고 물의(物議)에 비난을 받아, 위로 성명께서 효도로써 다스리는 데에 누(累)가 되게 할 것이오니, 엎드려 바라옵건대, 사랑하시는 성상께서는 이룩된 명령을 도로 거두시와 신의 상제(喪制)를 마치기를 허락하시어, 자식의 도리를 온전히 하고 예의와 풍속을 두터이 하시면 신의 지극한 소원이옵니다 | ” |

1433년 3월 다시 예문관 제학이 되고, 계속 3년상을 마치도록 해임을 건의하니 그해 중추원사가 되었다. 이어 중추원사 겸 성균관대사성을 지내면서 대제학 정초(鄭招)와 함께 외교문서와 각종 표문, 사대문서(事大文書)를 관장·검토하였으며, 그해 지중추(知中樞)를 거쳐 1434년 《삼강행실(三綱行實)》을 찬하는데 참여하였다. 1434년 6월 예문관 대제학(藝文館大提學), 1434년말 《자치통감훈의 資治通鑑訓義》을 완성시키고 다시 대제학에 임명됐으며, 통감훈의의 교정에 참여하였다. 또한 《역대세년가(歷代世年歌)》의 편찬에도 참여하였다.
그는 태종·세종의 지극한 신뢰와 사랑을 받았으며 세종대의 청백리이자 명재상 중의 한사람이었다. 한때 동지우군총제(同知右軍摠制)에 임명된 적도 있었지만, 주로 집현전과 예문춘추관의 직책에 임명되거나 겸직을 많이 하며 예문관제학, 대제학과 같은 문한직(文翰職)에까지 올랐다. 성리학에 조예가 깊었고, 그의 문하에 출입하며 배운 청년 중에는 신숙주가 있었다. 신숙주의 성실성과 재능을 알아본 그는 자신의 아들 윤경연의 딸을 신숙주의 배필로 점지해주었다.

### 최후
윤회와 남수문은 같이 술을 잘 마셔 과음할 때가 많았다. 이들의 재질을 아낀 세종이 술을 석 잔 이상 못 마시게 한 후로는 연회 때마다 둘이서 큰 놋쇠 그릇으로 석 잔씩 마셨다고 한다. 사람들은 문성·주성의 정기가 합하여 윤회 같은 현인을 낳았다고 하였다. 그 후 병조판서를 거쳐 예문관 대제학에 이르렀다. 저서로는 《청경집 (青卿集)》이 있고, 작품은 《봉황음 (鳳凰吟)》 등이 현전한다.
그는 1431년부터 풍질(風疾)을 앓기 시작했는데 병세가 점점 심해졌으나 병을 참고 서적 간행과 편찬에 참여하였으며 2년 후 병이 심해졌다. 세종이 의원을 보내어 진찰하게 하고, 또 내수소(內需所)의 좋은 약을 보내어 진료하게 하였다. 그러나 1436년 병석에 누웠고 그해 3월 12일에 사망했다. 그가 죽자 세종은 조회와 저자(市場)를 일주일간 정지하고, 조문(弔問)하고 부의를 내렸으며 세자인 조선 문종도 치제(致祭)하였다. 바로 문도(文度)란 시호(諡號)를 내리니, 학문에 부지런하고 묻기를 좋아함을 문(文)이라 하고, 마음을 능히 의리로써 제어함을 도(度)라 한다.(學勤好問曰文, 心能制義曰度) 당시 그의 나이 향년 56세였다.

### 사후
조선전기의 청백리의 한사람이자 세종 초반의 문치를 보좌한 인물로 평가되었다.

## 가계
- 증조부 : 윤택(尹澤)
  - 조부 : 윤구생(尹龜生)
    - 아버지 : 윤소종(尹紹宗 1345년 - 1393년 9월 17일)
    - 어머니 : 박씨 박경(朴瓊)의 딸
      - 아들 : 윤경연(尹景淵)
        - 손녀 : 무송군부인 윤씨(? - 1456년 1월 23일), 고령인 신숙주의 아내

      - 아들 : 윤경원(尹景源)
      - 딸 ;

## 윤회가 등장한 작품
- 《대왕 세종》 (KBS, 2008년~2008년, 배우:이원종)

## 맹사성, 윤회와의 비교
세종은 문치주의 정책을 펼치면서도 건강이 나빠서 세 명의 정승에게 조정의 대소사를 맡아보게 하였다. 황희는 주로 인사, 행정, 군사 권한을 맡겼고 맹사성에게는 교육과 제도 정비, 윤회에게는 상왕 태종과의 중개자 역할과 외교 활동을 맡겼고, 과거 시험은 맹사성과 윤회에게 분담하여 맡겼다. 나중에 김종서가 재상의 반열에 오를 때쯤에는 국방 업무는 김종서에게 맡겨서 보좌하게 하였다.
맹사성과 황희는 같은 입장을 취하면서도 서로 다른 성품을 가졌다. 황희가 분명하고 강직했다면, 맹사성은 어질고 부드럽고 섬세했다. 또한 황희가 학자적 인물이었다면 맹사성은 예술가적 인물이었다. 윤회 역시 예술가적인 특성을 갖고 있었다.
그래서 황희는 주로 이조, 병조 등 과단성이 필요한 업무에 능했고, 맹사성은 예조, 공조 등 유연성이 필요한 업무에 능했으며 윤회는 외교와 집현전 쪽을 주로 맡아보았다.
세종은 부드러움이 필요한 부분은 맹사성에게 맡기고, 정확성이 요구되는 부분은 황희에게 맡겼다. 따라서 황희는 변방의 안정을 위해 육진을 개척하고 사군을 설치하는 데 관여, 지원하기도 했고, 외교와 문물 제도의 정비, 집현전을 중심으로 한 문물의 진흥 등을 지휘 감독하는 일을 맡기도 했다. 이에 반해서 맹사성은 음률에 정통해서 악공을 가르치거나, 시험 감독관이 되어 과거 응시자들의 문학적, 학문적 소양을 점검하는 일을 주로 맡았다. 맹사성과 비슷한 윤회에게는 주로 외교 업무와 상왕 태종과의 매개자 역할, 외교 문서의 작성과 시험 감독관 등의 업무가 부여되었다. 세종대왕은 이들 재상들의 능력을 알면서도 권력남용의 가능성을 우려하여 한 사람에게 대권을 모두 넘겨주지는 않았다. 이들 재상들은 맡은 분야와 업무를 서로 분장하거나 서로 공유하기도 했다. 맡은 역할과 성격을 떠나 이들은 모두 공정하고 공과 사를 명확하게 구분한다는 공통점이 있었다.

## 기타
그는 남수문과 함께 조정의 대표적인 주당으로도 이름을 날렸다. 웬만큼 마셔서는 취하지 않고, 오히려 취한 뒤에도 의관을 단정히 하고 글을 쓰거나 책을 읽었으며 취중에도 허언을 하는 일이 없어서 사람들을 탄복케 하였다. 윤회와 남수문의 재질을 아낀 세종은 술독으로 일찍 죽을까봐 일부러 술에 물을 타기도 했고, 그래도 통하지 않자 술을 석 잔 이상 못 마시게 제한하였다. 그런데 마시는 술의 양을 제한한 뒤로는 연회 때마다 둘이서 큰 그릇으로 석 잔씩 마시자 세종은 술을 금하는 것이 도리어 권하는 셈이 됐다고 웃었다. 어느 때 술에 만취되어 좌우의 부축을 받고 왕 앞에 불려 나가 선제(宣制)를 기초(起草)하라는 명령을 받자 붓대가 날으는 듯이 움직이매 세종은 참으로 천재라고 탄복했으며, 세상 사람들은 문성(文星)·주성(酒星)의 정기가 합하여 윤회 같은 현인을 낳았다고 말했다.

## 저서 및 작품
- 《청경집 (青卿集)》

### 작품
- 정선공주 묘지명 (貞善公主墓誌銘) (1424년)
- 《봉황음 (鳳凰吟)》

## 같이 보기
| - 황희 - 맹사성 - 김종서 - 정도전 - 정인지 - 최만리 - 신숙주 | - 성삼문 - 성담수 - 신용개 - 신사임당 - 이기 - 이이 |

## 참고 문헌
- 태종실록
- 세종실록
- 국조방목
- 사마방목
- 대동야승
- 연려실기술
- 국조보감
- 임태보(林泰輔), 조선통사